# Загірці (Золочівський район)
Загі́рці — село в Україні, у Заболотцівській сільській громаді, Золочівського району, Львівської області. До 2020 року Загірці разом з селом Підгірці підпорядковувалися Підгорецькій сільській раді. Орган місцевого самоврядування — Заболотцівська сільська громада. Населення становить близько 82 осіб.

## Населення
За даними всеукраїнського перепису населення 2001 року у селі мешкало 82 особи.
Мова
Розподіл населення за рідною мовою за даними перепису 2001 року був наступним:
| українська | 81 | 98,78 |
| російська  | 1  | 1,22  |

## Історія
12 червня 2020 року, відповідно до розпорядження Кабінету Міністрів України № 718-р «Про визначення адміністративних центрів та затвердження територій територіальних громад Львівської області», село увійшло до складу Бродівської міської громади.
19 липня 2020 року, в результаті адміністративно-територіальної реформи та ліквідації Бродівського району, село увійшло до складу новоствореного Золочівського району.

## Археологічні розвідки
У 2009 році експедиція НДЦ «Рятівна археологічна служба» Інституту археології НАН України (НДЦ РАС ІА НАН України) проводила рятівні археологічні дослідження в зоні капітального ремонту нафтогону «Дружба» на території нинішнього Золочівського району Львівської області. Ще у 2006 та 2008 роках археологічні вишукування проводила НДЦ РАС ІА НАН України під час яких виявлено кілька різночасових археологічних пам'яток (Голосковичі І–V, Лучківці І–III), уточнено межі пам'яток Загірці І–VI.
Так поблизу села Загірці Заболотцівської сільської громади розташовані наступні археологічні пам'ятки:
- Загірці І — пам'ятка археології розташована за 1,2–1,6 км на північний захід від північної околиці села, по обидва боки від автошляху Київ–Чоп. Під час дослідження пам'ятки виявлено низку об'єктів. Комплекс рухомих археологічних знахідок з пам'ятки представлений керамічними та крем'яними виробами, які засвідчують три періоди існування пам'ятки: ранньозалізна доба (початок I тисячоліття до н. е.), часів Київської Русі (XI–XII століття) та нової доби (XVII–XIX століття)[11].
- Загірці V — пам'ятка археології розташована за 0,87–1,10 км на північ від села, за 0,07–0,31 км на північний схід від вигину автошляху Київ–Чоп. Культурний шар насичений знахідками. Рухомий археологічний матеріал з досліджуваної пам'ятки представлений переважно керамікою. Вироби з інших матеріалів (кремінь, залізо, кістка) становлять незначну кількість. На підставі аналізу всіх знахідок можна виділити два періоди існування пам'ятки, що хронологічно відповідають ранньозалізній добі (початок I тисячоліття до н. е.) та часам Київської Русі (XI–XII століття)[11].
- Загірці VI — пам'ятка археології розташована за 0,87–1,30 км на північ від села, за 0,30–0,75 км на північний схід від автошляху Київ–Чоп. Насиченість культурного шару рухомими артефактами порівняно велика. Комплекс рухомих археологічних знахідок з пам'ятки представлений головно керамічними виробами. Першу групу знахідок становлять фрагменти кружального посуду (боковини та вінця), які за зовнішніми ознаками належать до часів Київської Русі (XI–XII століття). Друга група знахідок — фрагменти кружального посуду (боковини, вінця, придонні частини), які за зовнішніми ознаками належить до нової доби (XVII–XVIII століття)[11].